# Riccia bicarinata
Riccia bicarinata là một loài rêu trong họ Ricciaceae. Loài này được Lindb. mô tả khoa học đầu tiên năm 1877.